# Dan Kamana
Teanua Dan Kamana est un homme politique des îles Cook, né en 1925 sur l'île de Rarotonga.

## Biographie
Formé à l'école d'Avarua, il entra dans la vie active en 1942, comme ouvrier des travaux publics pour le compte des autorités néo-zélandaises. Rémunéré par une assiette de nourriture, il finit par obtenir 5 shillings par semaine. En 1949, il fut employé au magasin CITC (Cook Islands Trading Corporation) et obtint en 1953 la responsabilité de la succursale de Penrhyn. Peu avant en 1951, il épousa Upoko Tutakiau, Kiriparu Mataiapo (Takitumu). Il resta en tout 4 années à Penhryn avant d'être nommé directeur de la succursale d'Aitutaki. Il rentra à Rarotonga en 1959 où il travailla pour diverses autres entreprises commerciales avant d'ouvrir en 1962, avec quelques associés, sa propre compagnie de taxi. C'est à cette époque, à la veille de l'indépendance associée qu'il commença à s'intéresser à la politique devenant membre du Cook Islands Party. En 1965, il fut nommé au Conseil insulaire de Rarotonga avant d'être élu député de la circonscription de Teauotonga aux élections de 1968. Dans les années 1970, il participa au gouvernement d'Albert Royle Henry puis perdit son siège en 1978, à la suite d'une décision de justice liée au scandale de fraude électorale qui entacha ces élections. Il retrouva néanmoins le siège de Tupapa-Maraerenga aux élections  de mars 1983 et continua d'y être élu jusqu'en 1993, date à laquelle il laissa sa place à Tupou Faireka.  
La même année il fut élevé au rang d'Officier de l'Empire Britannique (OBE) en reconnaissance de services rendus à la nation. Il est également sur le plan coutumier porteur du titre de Tepuretu Mataiapo (tapere de Tupapa).